# Amalarik
Amalarik, död 531, kung över visigoterna. Då fadern, Alarik II dog i strid mot den frankiske kungen Klodvig I år 507 var Amalarik fortfarande barn och tronen övertogs därför av den ostrogotiske kungen Theoderik den store. Då denne avled år 526 övertog Amalarik tronen. Han angreps av den frankiske kungen Childebert I som besegrade och mördade honom vid Narbonne.